# Spoorlijn Saarbrücken - Karthaus
De spoorlijn Saarbrücken - Karthaus ook wel Saarstrecke genoemd is een Duitse spoorlijn in Saarland en Rijnland-Palts en is onder het nummer 3230 in beheer bij DB Netze.

## Geschiedenis
Het eerste gedeelte tussen Saarbrücken Hauptbahnhof en Saarbrücken-Burbach werd geopend op 6 november 1852. Het traject tot Merzig werd op 16 december 1858 geopend en op 26 mei 1860 was de gehele lijn tot Karthaus gereed. In 1895 kwam de lijn onder beheer van de Königliche Eisenbahndirektion (KED) Saarbrücken. Na de Eerste Wereldoorlog werd het Saargebied een mandaatgebied van de Volkenbond en onder Brits en Frans bestuur geplaatst. Het traject ten zuiden van Mettlach werd beheerd door de Eisenbahnen des Saargebietes (SAAR) en het traject ten noorden van Mettlach door de Deutsche Reichsbahn, die in 1935 alle spoorlijnen in Saarland verkreeg (Reichsbahndirektion Saarbrücken). Na afloop van de Tweede Wereldoorlog kwam Saarland in 1947 opnieuw onder Frans bewind en werd het traject tot Saarhölzbach beheerd door de Saarländische Eisenbahnen (SEB) die in 1951 werd opgevolgd door de Eisenbahnen des Saarlandes (EdS). Op 1 januari 1957 werd Saarland onderdeel van de bondsrepubliek Duitsland en werden de spoorwegen overgedragen aan de Deutsche Bundesbahn.

## Treindiensten
De Deutsche Bahn verzorgt het personenvervoer op dit traject met RE en RB treinen.
| Serie | Treinsoort                        | Route | Bijzonderheden |
| ----- | --------------------------------- | --- | -------------- |
| RE 1  | Regional-Express (DB Regio Mitte) | Koblenz Hbf – Cochem (Mosel) – Wittlich Hbf – Trier Hbf – Dillingen (Saar) – Saarlouis Hbf – Saarbrücken Hbf – Homburg (Saar) Hbf – Kaiserslautern Hbf – Ludwigshafen (Rhein) Hbf – Mannheim Hbf |                |
| RB 70 | Regionalbahn (DB Regio Südwest)   | Merzig (Saar) – Beckingen (Saar) – Dillingen (Saar) – Saarlouis Hbf – Ensdorf (Saar) – Bous (Saar) – Völklingen – Luisenthal (Saar) – Saarbrücken Hbf – St Ingbert – Rohrbach (Saar) – Homburg (Saar) Hbf – Hauptstuhl – Landstuhl – Kindstuhl – Kaiserslautern Hbf                                                 |                |
| RB 71 | Regionalbahn (DB Regio Südwest)   | Trier Hbf – Karthaus – Konz – Wiltingen (Saar) – Saarburg (Bz Trier) – Serrig – Saarholzbach – Mettlach – Merzig (Saar) – Beckingen (Saar) – Dillingen (Saar) – Saarlouis Hbf – Ensdorf (Saar) – Bous (Saar) – Völklingen – Luisenthal (Saar) – Saarbrücken Hbf – St Ingbert – Rohrbach (Saar) – Homburg (Saar) Hbf |                |

## Aansluitingen
In de volgende plaatsen is of was er een aansluiting op de volgende spoorlijnen:
Saarbrücken Hauptbahnhof
DB 3231, spoorlijn tussen Rémilly en Saarbrücken
DB 3240, spoorlijn tussen Saarbrücken en Neunkirchen
DB 3250, spoorlijn tussen Saarbrücken en Homburg
DB 3251, spoorlijn tussen Saarbrücken en Sarreguemines
DB 3264, spoorlijn tussen Saarbrücken Rangierbahnhof en Saarbrücken Hauptbahnhof
DB 3511, spoorlijn tussen Bingen en Saarbrücken
aansluiting Saarbrücken West
DB 3233, spoorlijn tussen aansluiting Saarbrücken West en de aansluiting Saardamm
DB 3238, spoorlijn tussen de aansluiting Saarbrücken West en Saarbrücken Rangierbahnhof
DB 3242, spoorlijn tussen Saarbrücken-Schleifmühle en de aansluiting Saarbrücken West
Saarbrücken-Burbach
DB 3220, spoorlijn tussen Saarbrücken-Burbach en de aansluiting Saardamm
DB 3221, spoorlijn tussen Saarbrücken-Malstatt en Saarbrücken von der Heydt
DB 3224, spoorlijn tussen Saarbrücken-Burbach en Saarbrücken Kohlenbahnhof
DB 3260, spoorlijn tussen Saarbrücken Rangierbahnhof en Saarbrücken-Burbach
Luisenthal (Saar)
DB 3225, spoorlijn tussen Luisenthal W3 en Luisenthal W26
Völklingen
DB 3290, spoorlijn tussen Überherrn en Völklingen
DB 3291, spoorlijn tussen Lebach en Völklingen
DB 3292, spoorlijn tussen Völklingen en Grube Püttlingen
DB 3293, spoorlijn tussen Völklingen W88 en Völklingen W104
aansluiting Völklingen Walzwerke
DB 3295, spoorlijn tussen Völklingen W753 en Völklingen W761
aansluiting Völklingen W761
DB 3295, spoorlijn tussen Völklingen W753 en Völklingen W761
Bous (Saar)
DB 3232, spoorlijn tussen de aansluiting Saardamm en Bous
DB 3296, spoorlijn tussen Röhrenwerke Bous en Bous
Ensdorf (Saar)
DB 3297, spoorlijn tussen Ensdorf en Dampfkraftwerk VSE
DB 3298, spoorlijn tussen Ensdorf en Grube Duhamel
DB 3299, spoorlijn tussen Ensdorf en Grube Griesborn
aansluiting Dillingen (Saar) Ost
DB 3215, spoorlijn tussen de aansluiting Dillingen Süd en de aansluiting Dillingen Ost
Dillingen (Saar)
DB 3211, spoorlijn tussen Dillingen en Primsweiler
DB 3212, spoorlijn tussen Bouzonville en Dillingen
Merzig (Saar)
DB 3213, spoorlijn tussen Bettelainville en Merzig
DB 3218, spoorlijn tussen Merzig en Büschfeld
Konz
DB 3120, spoorlijn tussen Konz en Karthaus-Moselbrücke
Karthaus
DB 3010, spoorlijn tussen Koblenz en Perl

## Elektrische tractie
In de jaren 1950 was een elektrificatie van het traject voorzien met een spanning van 25.000 volt 50 Hz. Dit plan werd niet uitgevoerd.
Het traject werd in fases geëlektrificeerd met een spanning van 15.000 volt 16⅔ Hz. De eerste fase was het traject tussen Saarbrücken en Völklingen in 1962. De tweede fase was het traject tussen Völklingen en Saarhölzbach in 1963. In 1973 kwam het laatste deel traject tussen Saarhölzbach en Karthaus gereed.

## Galerij

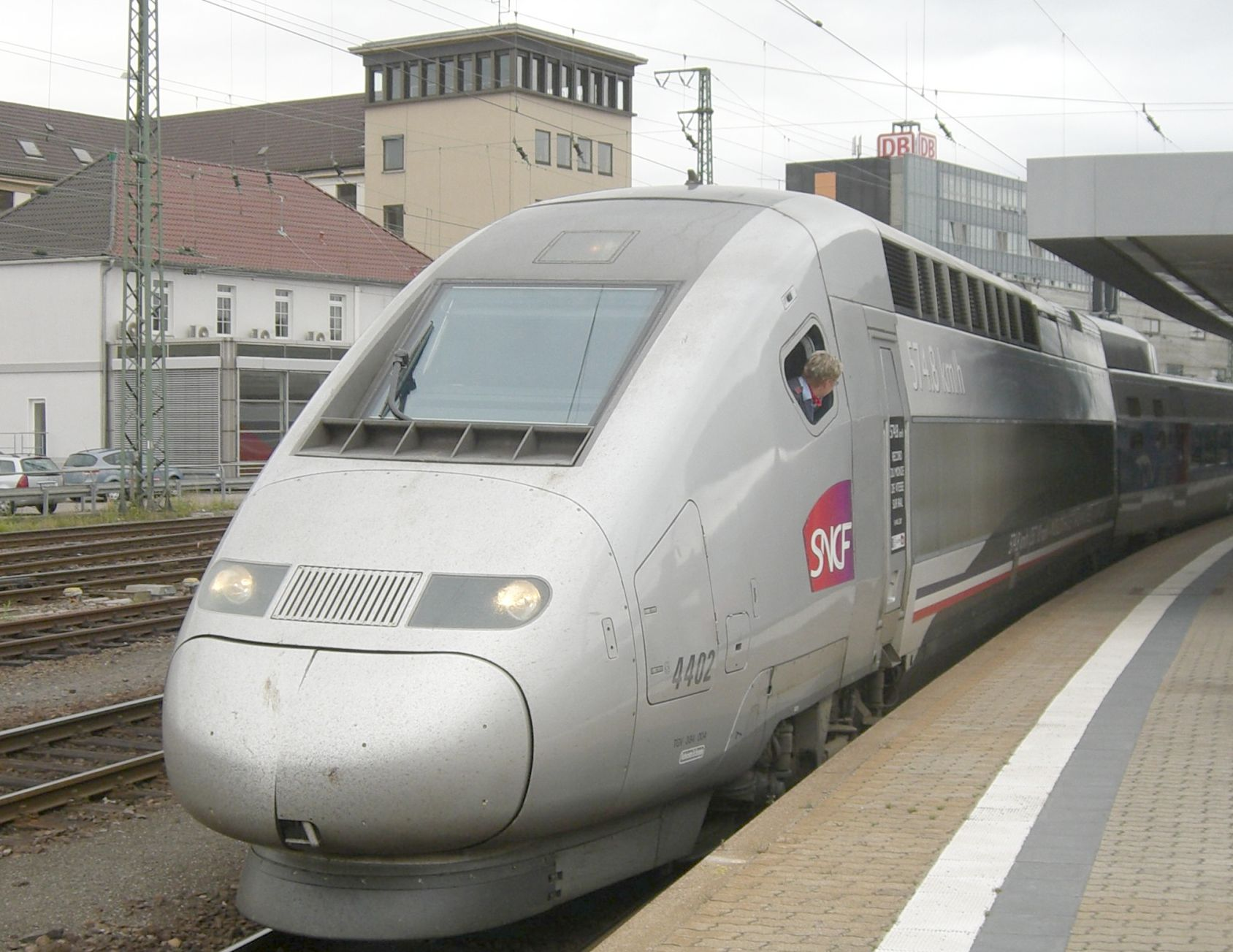
TGV POS als vervangende ICE Parijs - Frankfurt in Saarbrücken Hbf
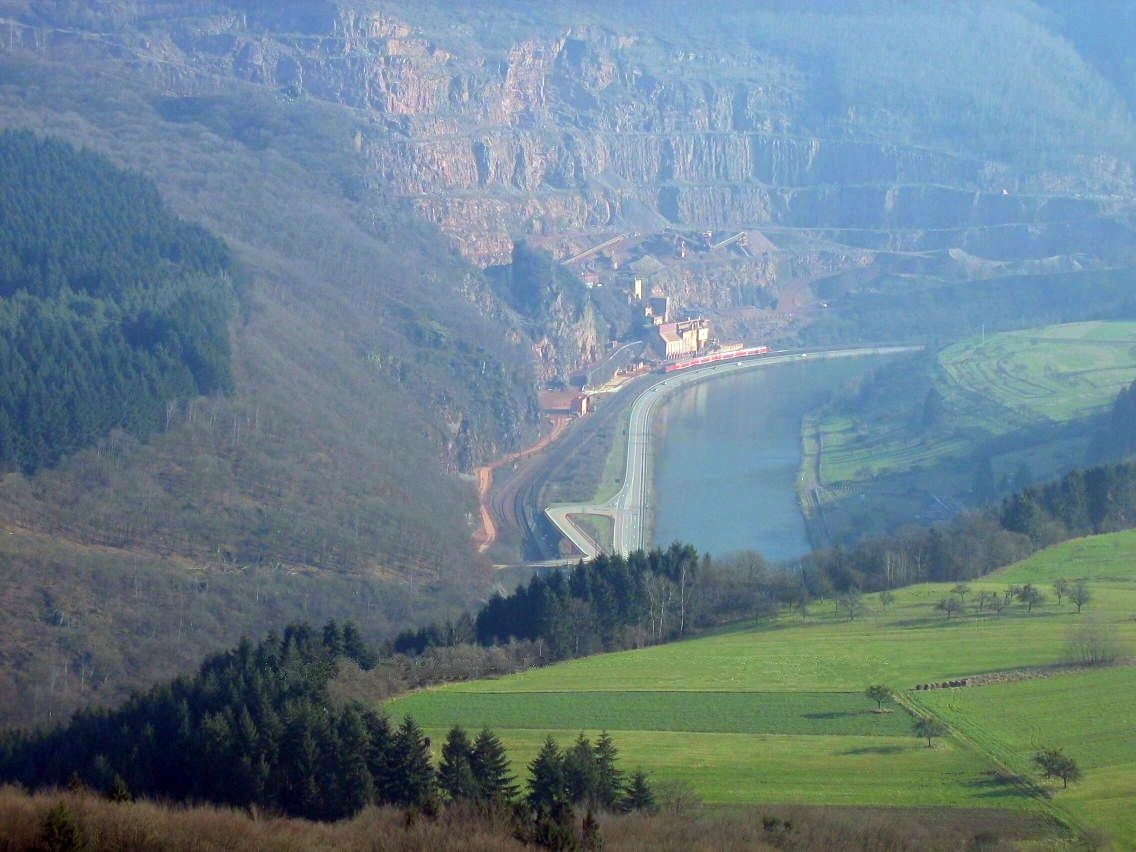
Regional-Express bij Taben-Rodt
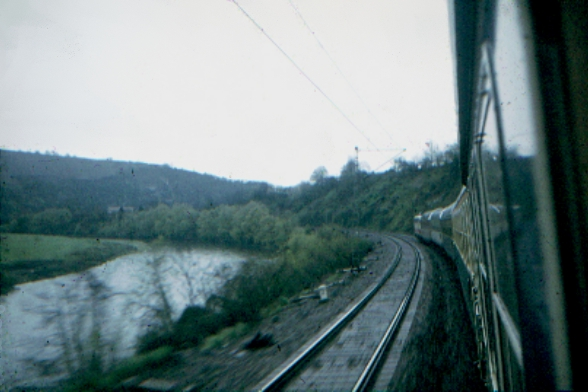
D-trein bij Mettlach in 1982
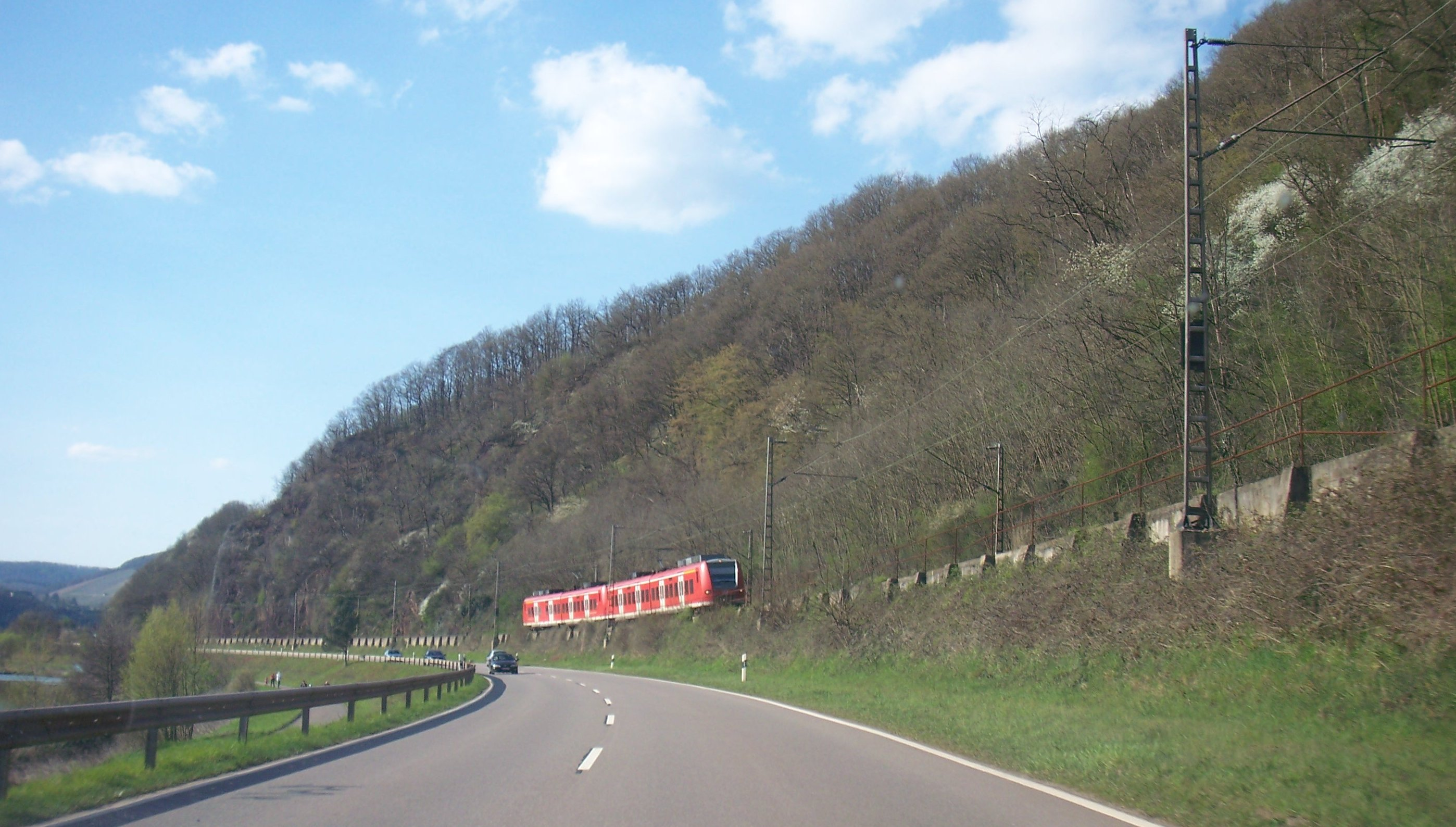
Regional-Express tussen Saarburg en Serrig